# Brian Ching
Brian Ching (Haleiwa, 24 mei 1978) is een Amerikaans voormalig voetballer van Hawaïaanse afkomst. Hij speelde van 1998 tot en met 2013 voor achtereenvolgens Spokane Shadow, Los Angeles Galaxy, Seattle Sounders FC, San Jose Earthquakes en Houston Dynamo. In 2004 werd hij topscorer in de Major League Soccer.
Ching was van 2003 tot en met 2010 international in het Amerikaans voetbalelftal. Hij maakte deel uit van de selectie voor onder meer het WK 2006, maar kwam op het toernooi zelf niet in actie.

## Erelijst
- Topscorer Major League Soccer

Winnaar: (1) 2004 (12)